# Mitsubishi Carisma

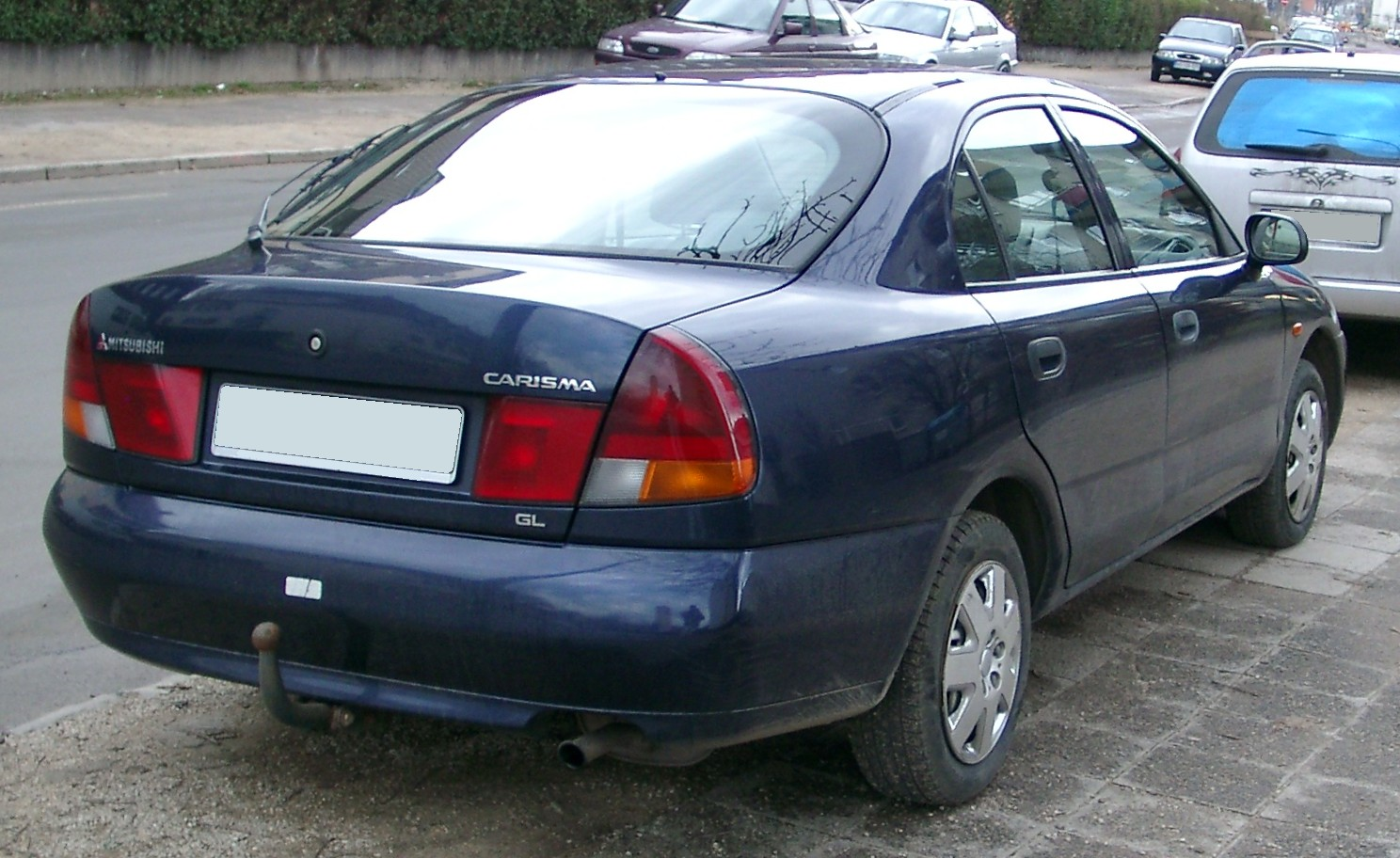
Mitsubishi Carisma hatchback (1995-1999)

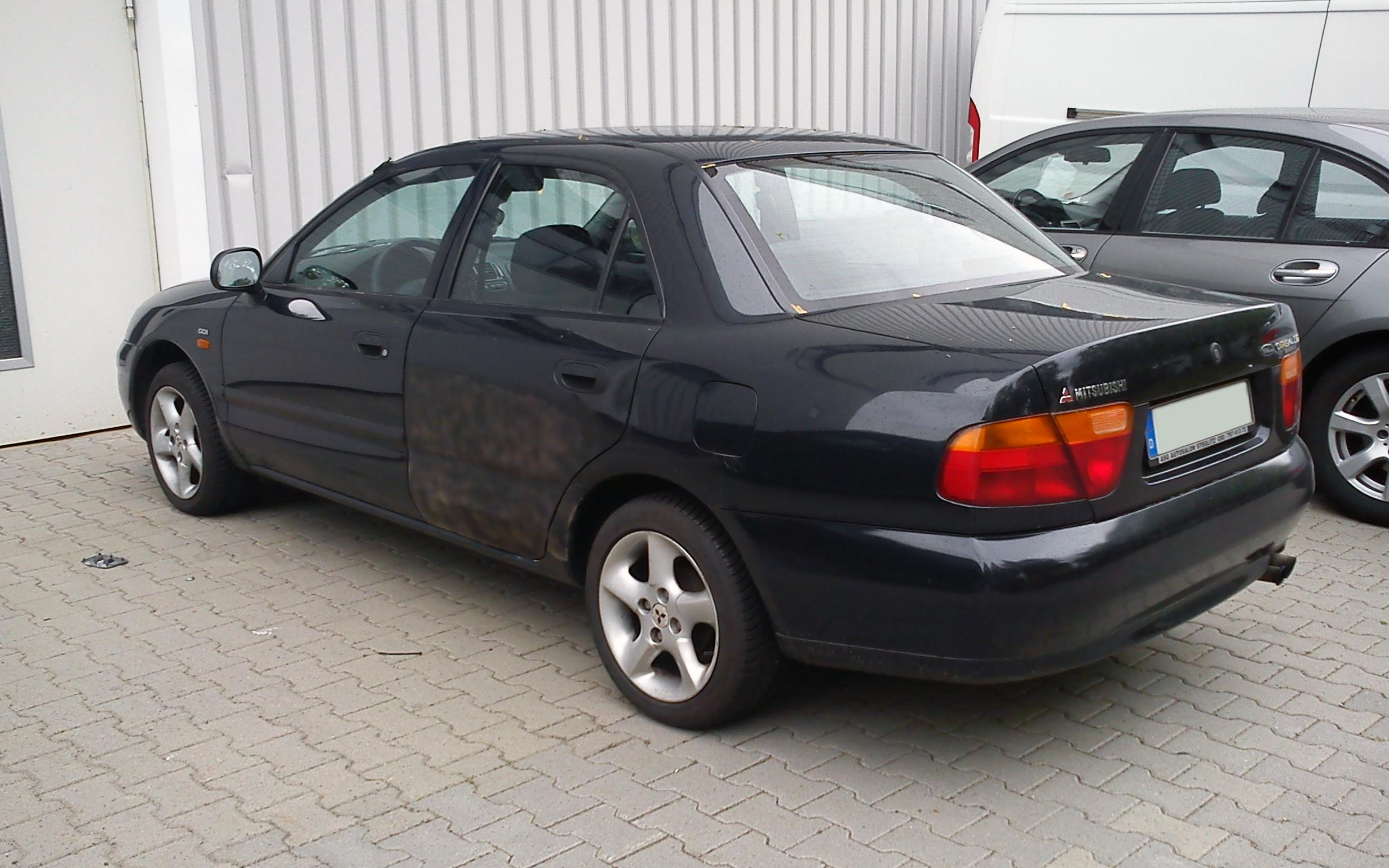
Mitsubishi Carisma sedan (1996-1999)

De Mitsubishi Carisma was een model van Mitsubishi Motors. De Carisma werd in 1995 op de Nederlandse AutoRAI geïntroduceerd en werd geproduceerd bij NedCar in Born. Daar werd hij gebouwd op hetzelfde platform als de Volvo S40/V40, aangezien Mitsubishi en Volvo samen eigenaar waren van NedCar.

## Alleen voor Europa
Na de introductie van de speciaal voor Europa ontwikkelde Carisma in 1995 werd het gamma in 1996 uitgebreid met een sedan en in 1999 werd de hele reeks grondig vernieuwd. Vanaf de start was de Carisma leverbaar met 1.6 en 1.8 liter benzinemotoren met respectievelijk 90 en 115 pk. In 1997 werd het gamma uitgebreid met een 1.9 TD dieselmotor die afkomstig was van Renault, werd de 1.6 10 pk krachtiger en de 1.8 werd vervangen door de 1.8 GDI met directe inspuiting, die 10% sterker en 20% zuiniger was dan zijn voorganger. In 2001 werd de Carisma aan de Euro NCAP-botsproeven onderworpen. Hier behaalde het model 3 sterren en 24 punten. In sommige landen was de Carisma vanaf de facelift ook leverbaar met een 1.3 liter benzinemotor, maar die werd niet in de Benelux geleverd.
De Carisma kreeg nadat de productie in 2004 werd beëindigd geen directe opvolger, de achtste generatie Mitsubishi Lancer nam vanaf 2003 de plek in van dit model. Anders dan de Carisma werd de Lancer geproduceerd in Japan en was het model niet leverbaar met dieselmotoren.

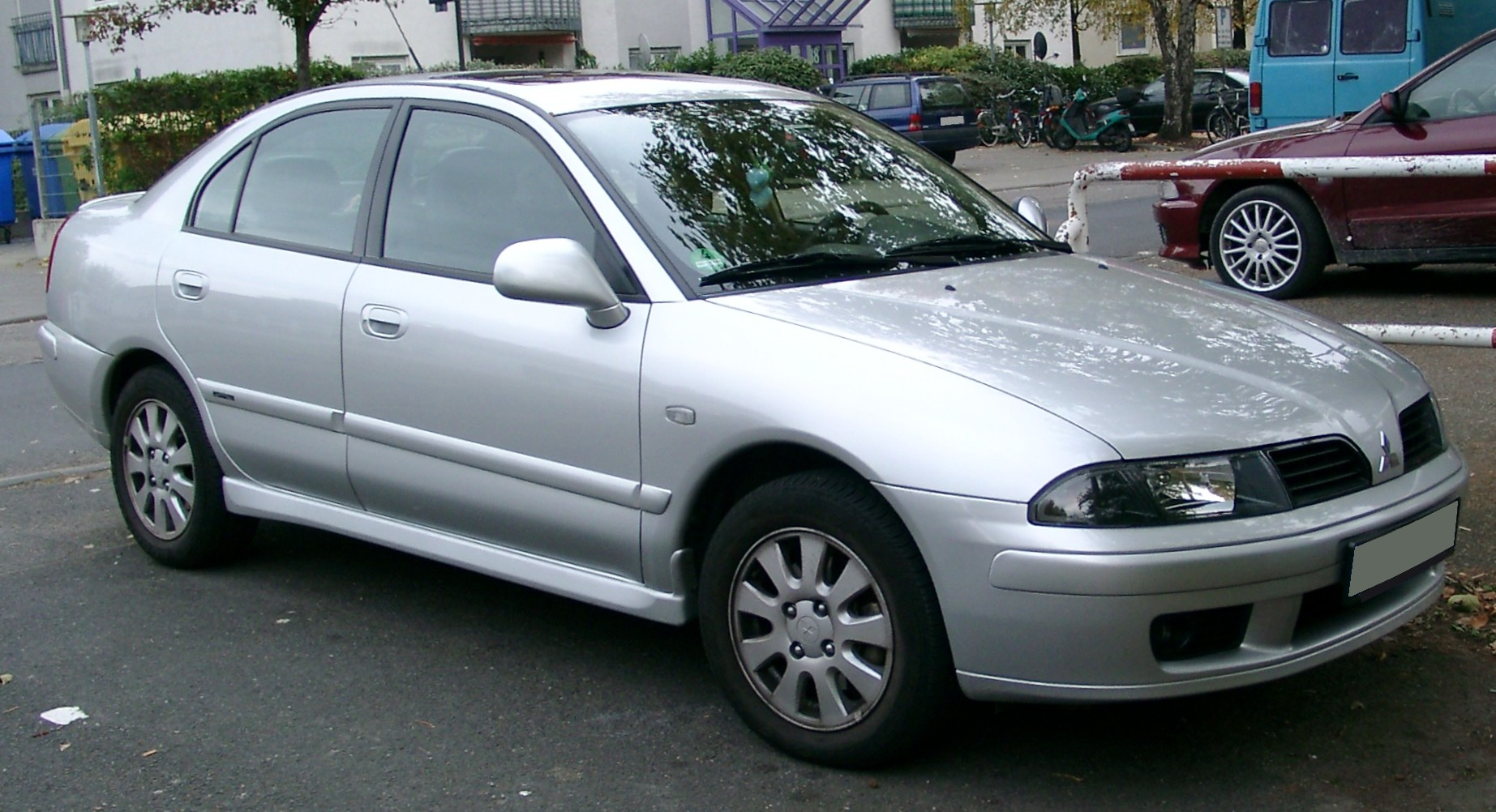
Mitsubishi Carisma hatchback (1999-2004)
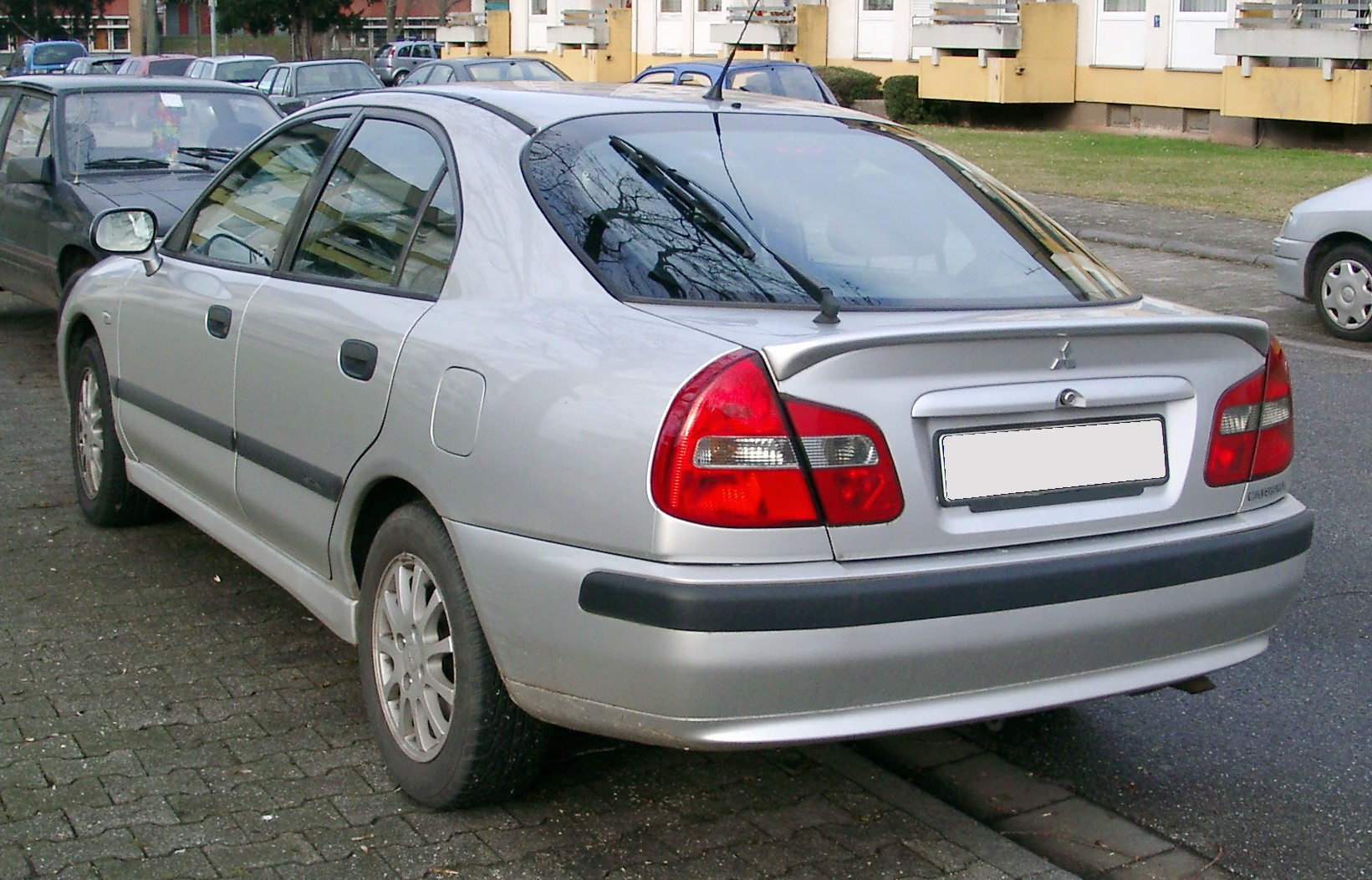
Mitsubishi Carisma hatchback (1999-2004)

### Euro NCAP
| Merk en model      | resultaat   | voetgangersveiligheid |
| ------------------ | ----------- | --------------------- |
| Mitsubishi Carisma | (24 punten) | (16 punten)           |

## Motoren
| Type            | Oorsprong       | Motorcode | Cilinders | Kleppen | Cilinderinhoud (cc) | Vermogen            | Koppel              | Opmerkingen                          |
| --------------- | --------------- | --------- | --------- | ------- | ------------------- | ------------------- | ------------------- | ------------------------------------ |
| Benzinemotoren  |                 |           |           |         |                     |                     |                     |                                      |
| 1.3             | Mitsubishi      | 4G13      | 4         | 16      | 1299                | 82 pk bij 5000 rpm  | 120 Nm bij 4000 rpm | niet leverbaar in Benelux; 1999-2004 |
| 1.6             | Mitsubishi      | 4G92      | 4         | 16      | 1597                | 90 pk bij 5500 rpm  | 137 Nm bij 4000 rpm | 1995-1997                            |
| 1.6             | Mitsubishi      | 4G92      | 4         | 16      | 1597                | 100 pk bij 5750 rpm | 137 Nm bij 4000 rpm | 1997-2001                            |
| 1.6             | Mitsubishi      | 4G92      | 4         | 16      | 1597                | 103 pk bij 5750 rpm | 137 Nm bij 4000 rpm | 2001-2004                            |
| 1.8             | Mitsubishi      | 4G93      | 4         | 16      | 1834                | 116 pk bij 5500 rpm | 162 Nm bij 4500 rpm | 1995-1997                            |
| 1.8 GDI         | Mitsubishi      | 4G93      | 4         | 16      | 1834                | 125 pk bij 5500 rpm | 174 Nm bij 3750 rpm | directe injectie; 1997-2001          |
| 1.8 GDI         | Mitsubishi      | 4G93      | 4         | 16      | 1834                | 122 pk bij 5500 rpm | 174 Nm bij 3750 rpm | directe injectie; 2001-2004          |
| 1.8 MSX         | Mitsubishi      | 4G93      | 4         | 16      | 1834                | 140 pk bij 6500 rpm | 167 Nm bij 5000 rpm | 1995-1997                            |
| Dieselmotoren   |                 |           |           |         |                     |                     |                     |                                      |
| 1.9 TD          | Renault 1.9 dT  | F8QT      | 4         | 8       | 1870                | 90 pk bij 4250 rpm  | 176 Nm bij 2250 rpm | indirecte injectie; 1997-2001        |
| 1.9 DI-D 102pk  | Renault 1.9 dTi | F9Q       | 4         | 8       | 1870                | 102 pk bij 4000 rpm | 215 Nm bij 1700 rpm | directe injectie; 2001               |
| 1.9 DI-D        | Renault 1.9 dCi | F9Q       | 4         | 8       | 1870                | 102 pk bij 4000 rpm | 215 Nm bij 1700 rpm | common-rail; 2001-2004               |
| 1.9 DI-D 115 pk | Renault 1.9 dTi | F9Q       | 4         | 8       | 1870                | 115 pk bij 4000 rpm | 265 Nm bij 1800 rpm | directe injectie; 2001               |
| 1.9 DI-D HP     | Renault 1.9 dCi | F9Q       | 4         | 8       | 1870                | 115 pk bij 4000 rpm | 275 Nm bij 1800 rpm | common-rail; 2001-2004               |

Huidige modellen:
380 ·
Adventure ·
ASX ·
Challenger/Pajero Sport ·
Colt ·
Delica ·
Eclipse ·
eK ·
Endeavor ·
Freeca ·
Galant ·
Grandis ·
i ·
Jolie ·
Kuda ·
L200 ·
Lancer ·
Lancer Evo ·
Maven ·
Minica ·
Nativa ·
Outlander ·
Pajero ·
Pajero iO ·
Pajero Mini ·
Pajero Pinin ·
Raider ·
Space Gear ·
Strada ·
Town Box ·
Triton ·
Zinger
Historische modellen:
360 ·
3000GT ·
500 ·
Airtrek ·
Aspire ·
Carisma ·
Chariot ·
Cordia ·
Debonair ·
Diamante ·
Dignity ·
Dingo ·
Dion ·
Emeraude ·
Eterna ·
Expo ·
Forte ·
FTO ·
Galant GTO ·
Galant VR-4 ·
Jeep CJ-3B ·
Galant Lambda ·
GTO ·
Lancer 1600 GSR ·
Legnum ·
Libero ·
L200 ·
Magna ·
Mirage ·
Model A ·
Nimbus ·
Pajero Junior ·
Pistachio ·
Proudia ·
RVR ·
Sapporo ·
Sigma ·
Space Runner ·
Space Wagon ·
Space Star ·
Starion ·
Toppo ·
Tredia ·
Verada
Conceptauto's:
Concept CT MIEV ·
Concept D-5 ·
Concept EZ MIEV ·
Lancer Evolution ·
HSR ·
i ·
SE-RO ·
SST ·
Tarmac